# Ramon Capdevila Carbó
Ramon Capdevila Carbó (Barcelona, 1904 - 2000) fou dirigent esportiu.
L'octubre de 1944 va entrar a la Federació Catalana de Futbol com a tresorer de la Junta Directiva presidida per Francisco Javier de Mendoza i la va deixar el 1989, quan va arribar Antoni Puyol, en va ocupar dues vegades la presidència interinament. La primera el mes de juny de 1947, quan va substituir el dimitit Francisco Sainz fins que Agustí Pujol no va prendre possessió com a nou president. I deu anys més tard va ser president interí per segona vegada entre la dimissió de Narcís de Carreras, el mes de març de 1957, i el nomenament de Francisco Román. Soci del Futbol Club Barcelona, va jugar en els equips amateurs del club blaugrana i el Santa Coloma de Farners, i quan es va retirar el 1930 va formar part de la secretaria del Col·legi d'Àrbitres de la Lliga Amateur. També va posar en marxa la Mutualitat de Futbolistes Espanyols i va ser president d'una gestora que va governar el Club Esportiu Europa entre 1953 i 1954.